# L'estate più calda
L'estate più calda è un film del 2023 scritto e diretto da Matteo Pilati.
Interpretato da Gianmarco Saurino, Nicole Damiani, Alice Angelica, Stefania Sandrelli, Nino Frassica, Michela Giraud e Giuseppe Giofrè, è prodotto da Amazon Studios e Notorious Pictures, in collaborazione con Rufus Film.

## Trama
Lucia e Valentina sono due amiche che vivono in un paesino in provincia di Ragusa. Entrambe attive nella parrocchia di quartiere, Lucia è molto benvoluta e ha particolarmente a cuore il mantenimento della villa dove si tengono le attività estive con i bambini del luogo oltre che alcuni alpaca. All'arrivo del nuovo diacono Don Nicola, Valentina ne rimane subito infatuata e chiede all'amica di aiutarla a conquistarlo prima che Lucia si trasferisca a Roma per studiare economia con il fidanzato egiziano Omar. Nel tentativo di aiutare Valentina, però, Lucia si avvicina a Don Nicola che come lei condivide la passione per la villa e gli alpaca che la abitano. 
Dopo una giornata passata al mare insieme agli altri giovani della parrocchia, Don Nicola si arrabbia con Lucia per aver lasciato Valentina e lui da soli, capendo le loro intenzioni. Dopo che Carmen, l'anziana perpetua del paese, nota Nicola e Lucia assieme una notte in villa, inizia ad avere dubbi sulla vocazione del ragazzo e comincia a seguirlo ovunque. Lucia è sempre più lontana dal fidanzato Omar, che è tornato in Egitto per ufficializzare ai suoi genitori la loro relazione ma continua a rimandare. 
Una notte, per errore, Carmen appicca un incendio con un mozzicone di sigaretta nella capanna dove sono rinchiusi gli alpaca e Nicola riesce a metterli in salvo mentre Lucia si occupa dei bambini. Nicola riaccompagna Lucia a casa e i due si baciano. Nicola comincia ad avere dubbi sulla sua vocazione, tanto che torna a Roma per qualche giorno dal padre, dalla sorella Damiana (agli arresti domiciliari) e dal fidanzato di quest'ultima, Michele, per allontanarsi dai sentimenti che prova per Lucia. 
Una volta tornato in paese, Nicola affronta Lucia, ma i due si abbandonano alla passione e finiscono a letto insieme. La stessa sera, quando entrambi rinunciano a un'uscita con gli altri ragazzi della parrocchia per andare a cena insieme dove consumano un altro rapporto, Valentina capisce che fra i due c'è qualcosa e affronta Lucia quando questa ritorna a casa rinfacciandole che era così interessata a parlarle di Nicola semplicemente perché era una delle poche cose che potevano fare loro due insieme prima che l'amica si trasferisse. Lucia rimane incredula e le chiede solo di non dire a nessuno della loro relazione. 
Nel mentre, Nicola e Lucia vengono premiati dal sindaco per aver salvato la villa dall'incendio e per l'occasione torna anche Omar, che fa sapere a Lucia che ha detto ai suoi genitori della loro relazione e che hanno ricevuto il loro benestare. I due, Nicola e Lucia, continuano la loro relazione passionale e clandestina incontrandosi in segreto mentre Lucia mente ad Omar e Nicola fa finta di voler diventare prete. Nicola si confessa con il parroco Don Carlo, sentendosi in colpa per questa doppia vita che sta conducendo ma anche in difficoltà nel dover scegliere fra mantenere la sua relazione con Lucia, di cui si è ormai invaghito, e il sacerdozio. Stanca di vivere nell'ombra, Lucia chiede a Nicola le sue intenzioni e lui le dice che può continuare ad essere la sua amante, cosa che Lucia, sentendosi giustamente usata e presa in giro, non accetta e gli fa sapere che sceglie Omar e non lui. I due si salutano rompendo la loro relazione, nonostante la sofferenza e l'evidente difficoltà di entrambi. Nicola promette che quando diventerà papa farà un gesto per farle capire che pensa ancora a lei e Lucia suggerisce qualcosa di inaspettato, come il dito medio. Successivamente, Lucia va a fare pace con Valentina prima di partire per Roma con Omar. 
Cinque anni dopo, Lucia e Nicola si incontrano casualmente a Roma e lei scopre che lui è sposato, ha una figlia e sta per diventare papà per la seconda volta. Promettendo di ritrovarsi per aggiornarsi sulle rispettive vite, Nicola saluta Lucia facendole il dito medio, lasciando intendere che pensa ancora a lei lasciandola sorpresa. Lucia torna a casa da Valentina, con cui ora convive, e la aggiorna sull'incontro appena avvenuto abbandonandosi con l'amica ai ricordi di quell'estate di cinque anni prima.

## Produzione

### Casting
Gianmarco Saurino, che aveva lavorato insieme a Matteo Pilati su Maschile singolare, era la prima scelta per il ruolo di Nicola. Per il ballerino e coreografo Giuseppe Giofrè è la prima esperienza come attore.

### Riprese
Il film è stato girato a Roma e nel ragusano tra agosto e ottobre 2022.

## Colonna sonora
La colonna sonora originale del film è di Umberto Gaudino e Jean Michel Sneider. La canzone originale del film, Fulmini addosso, è interpretata da Francesca Michielin, che l'ha scritta insieme a Alessandro La Cava, Merk & Kremont, Eugenio Maimone e Leonardo Grillotti.

## Promozione
Il teaser del film è stato diffuso il 1º giugno 2023, giorno dell'annuncio del film, sui social media di Prime Video.

## Distribuzione
Il film è stato distribuito in tutto il mondo sulla piattaforma Prime Video il 6 luglio 2023.